# Carnotena configurata
Carnotena configurata är en fjärilsart som beskrevs av Felder 1874. Carnotena configurata ingår i släktet Carnotena och familjen silkesspinnare. Inga underarter finns listade i Catalogue of Life.